# Торшбю (община)
Община Торшбю (на шведски: Torsby kommun) е разположена в лен Вермланд, западна централна Швеция с обща площ 4385 km2 и население 12 013 души (към 31 декември 2013). Административен център на община Торшбю е едноименния град Торшбю.